# Alfred Bock (Schriftsteller)

Alfred Bock

Alfred Bock (* 14. Oktober 1859 in Gießen; † 6. März 1932 ebenda) war ein deutscher Fabrikant und Schriftsteller.

## Leben
Alfred Bock entstammte einer alteingesessenen, wohlhabenden und musischen Gießener jüdischen Familie; er trat 1926 aus dem Judentum aus. Der Vater war Fabrikant und betrieb eine Zigarrenfabrik in Gießen, die von Sohn Alfred übernommen wurde, der zeitlebens in seiner Heimatstadt ansässig blieb. Seine ausgedehnten Handelsreisen führten ihn quer durch Hessen und boten ihm Einblick in die Lebens- und Gedankenwelt der Bevölkerung.
Sein Sohn Werner Bock (1893–1962) wurde ebenfalls Schriftsteller.

## Künstlerisches Schaffen
Bocks zahlreiche zeitgenössischen Erzählungen und Romane sind heute weitgehend vergessen. Zu Lebzeiten war er als hessischer Heimatdichter hoch angesehen. Carl Zuckmayer hegte die Absicht, Bocks Romane zu dramatisieren, verwirklichte diesen Plan letztlich aber nicht.
Mit seinen Vogelsberg-Erzählungen (zum Beispiel Der Hausierer), die im Lauterbacher Anzeiger im Vorabdruck erschienen, erreichte er ein breites Publikum und konnte der bäuerlichen Bevölkerung des Vogelsbergs ein bleibendes Denkmal setzen.

## Auszeichnungen und Ehrungen
- 1913 November 25 - Silberne Verdienstmedaille für Kunst und Wissenschaft (Großherzogtum Hessen)[2]
- 1918 Ehrendoktor der Ludwigs-Universität Gießen[3]
- 1924 Georg-Büchner-Preis
- In Gießen ist eine Straße nach ihm benannt.

## Werke (in Auswahl)
- Imgard von Weinsberg, 1889 (Digitalisat)
- Gedichte, 1889
- Deutsche Dichter in ihren Beziehungen zur Musik, 1893
- Aus einer kleinen Universitätsstadt. Kulturgeschichtliche Bilder, 1896
- Die Prinzessin von Sestri, 1900
- Kinder des Volkes, Roman, 1900
- Albertine von Grün. Eine Liebesgeschichte aus der Genieperiode, 1910
- Die Messfahrt und andere Novellen, 1913
- Die harte Scholle. Ausgewählte Romane und Novellen, 1913
- Die leere Kirche, Roman, 1915
- Der Schlund, 1920
- Wege im Schatten, Erzählungen, 1930

### Tagebücher
- Alfred Bock, Tagebücher, hrsg. v. Werner Bock

### Neuausgaben
- Alfred Bock. Gesammelte Werke, hrsg. v. Erwin Leibfried. Hitzeroth, Marburg 1992–1994
  - Bd. 1: Der Grenzgang ISBN 3-89398-112-8
  - Bd. 2: Der Flurschütz ISBN 3-89398-125-X
  - Bd. 3: Hausierer ISBN 3-89398-153-5